# Ахерн (город)
А́херн (нем. Achern [ˈaxɐn], алем. нем. Achre) — город в Германии, районный центр, расположен в земле Баден-Вюртемберг.
Подчинён административному округу Фрайбург. Входит в состав района Ортенау. Население составляет 25014 человек (на 31 декабря 2010 года). Занимает площадь 65,24 км². Официальный код — 08 3 17 001.
Город подразделяется на 8 городских районов.

## История

### Римляне
В 70 году до н. э. началось строительство дороги между Баден-Баденом и Страсбургом. Дорога также проходила через сегодняшний Ахерн, где находилась усадьба. При раскопках были найдены фундамент усадьбы и тротуар дороги, а также части пола с подогревом.

### Первое упоминание
Ахрен впервые упоминается примерно в 1090 году в книге для пожертвований монастыря Хирзау как Аххара (лат. Acchara). 

### Дальнейшее развитие
В XIII веке в Ахерне находился местный суд и второй суд Оттерсвайлер. В 1318 году впервые була упомянута местная церковь Святого Николая. В 1351 году деревня попала под власть епископа Страсбурга. Из-за финансовых трудностей в 1405 году стасбургский епископ был вынужден продать часть рейхландского судебного пристава пфальцграфу Рупрехту, королю Священной Римской империи. В 1495 году Ахерн полностью сгорел во время пожара. В рамках Тридцатилетней войны Ахрен был снова сожжён и 11 лет был незаселённым. До 1701 года являлся частью Передней Австрии под правлением Габсбургов, так как вошёл в состав Маркграфства Баден, в котором состоял до 1771 года. В 1771 году после смерти всех маркграфов Бадена деревня опять перешла в состав Передней Австрии. В последствии переобразования Германской империи в 1805 году Ахерн перешёл в Великое герцогство Баден. 14 июня 1808 года великий герцог Карл Фридрих Баденский предоставил Ахерну городские права. В 1844 году Ахерн получил железнодорожное сообщение. Железнодорожная станция находилась на маршруте Баден-Баден-Оффенбург. В 1886 году открылся стекольный завод.

### XX век
Во время Второй мировой войны в городе с 1941 года находилась НАПОЛА для девочек, но с 1943 года стала для мальчиков. 7 января 1945 года состоялась бомбардировка города, при которой погибло более 60 человек. 108 зданий были полностью разрушены, 69 серьёзно и 315 легко повреждены.

### Население
| Год       | 1689 | 1812  | 1855  | 1905  | 1925  | 1939  | 1946  | 1956  | 1966  |
| --------- | ---- | ----- | ----- | ----- | ----- | ----- | ----- | ----- | ----- |
| Население | 77   | 1.386 | 2.571 | 1.600 | 5.335 | 5.500 | 4.492 | 5.940 | 7.400 |

### Ахерн в «ЭСБЕ»
В конце XIX — начале XX века на страницах Энциклопедического словаря Брокгауза и Ефрона этот населённый пункт описывался следующим образом: «Ахерн — город в округе Баден Великого герцогства Баденского, на Ахере и Карлсруэ-Базельской железной дороге; насчитывает 8145 (1880), жителей, которые занимаются большей частью сельским хозяйством. В А. находятся фабрики шелковых шляп, механические мастерские — производство кос, стульев и кресел. Вблизи А. находится Илленаусский дом умалишённых».